# Bankrasmeer

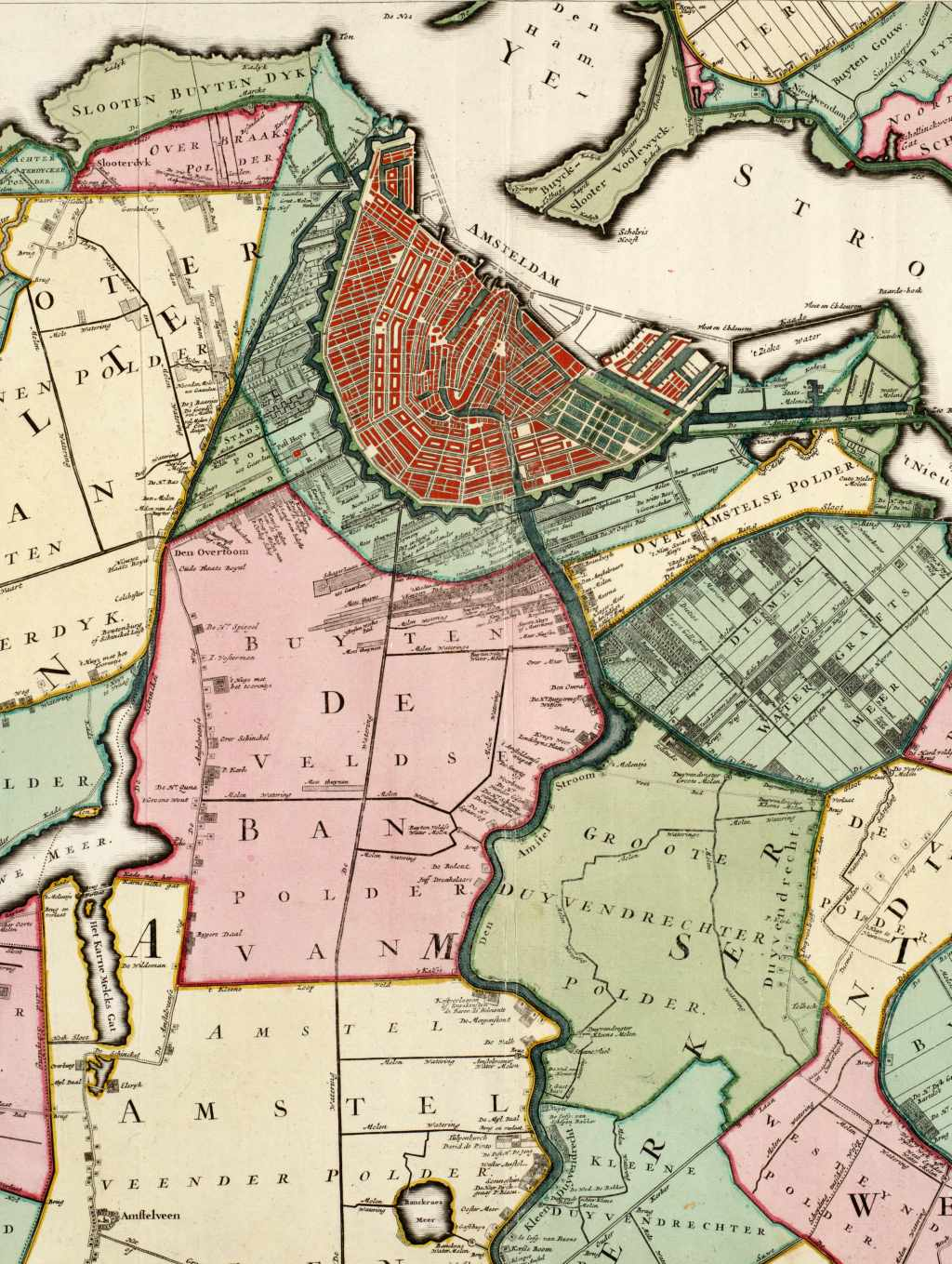
Het Bankrasmeer ligt middenonder op deze kaart van Amstelland uit circa 1750.

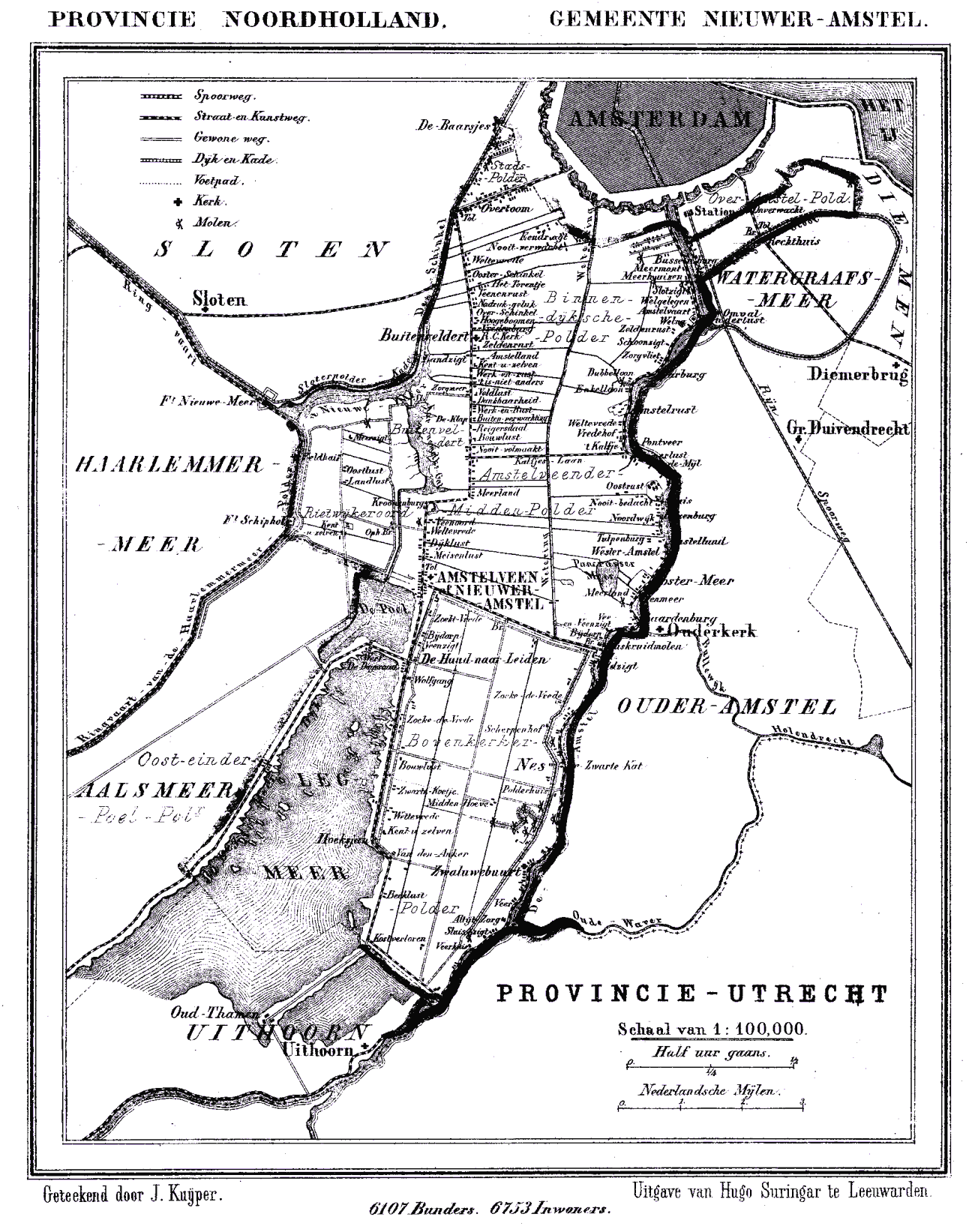
Het meertje, hier aangegeven als Pancrasser Meer, ligt vrijwel midden op deze kaart uit de jaren 1865-1870. Het ligt ten westen van de Amstel (de dikke, zwarte lijn) en ten noordwesten van Ouderkerk. Tussen de rivier en het meer staat een molen aangegeven.

Het Bankrasmeer was een meertje ten oosten van het Noord-Hollandse dorp Amstelveen in de Middelpolder. De ontstaansgeschiedenis is onduidelijk, maar het wordt halverwege de 16e eeuw al genoemd. Het meertje is na de gehele vervening van de Middelpolder in 1891 drooggelegd en maakt sindsdien deel uit van het land in deze polder.

## Ligging
Het meertje was ongeveer twintig hectare groot en lag iets ten westen van de Amstel. Er is verondersteld dat het te ver van de rivier lag om ontstaan te zijn als gevolg van een dijkdoorbraak, maar er is misverstand geweest over de ligging van het Bankrasmeer. In 1399 wordt al een "Banckenmeer" genoemd, maar het is niet duidelijk of dit hetzelfde meer is. Blijkens een kaart uit 1559 en bijgaande 19e-eeuwse kaart lag het ten noorden van de Oranjebaan (N522) en ten oosten van het huidige Sportpark Escapade, met de velden van HIC en RKAVIC. Aan de andere zijden ligt de Bankrasweg in een scherpe bocht om het voormalige meertje.

## Benaming
Het ligt voor de hand om te veronderstellen dat de naam verwijst naar Nicolaas Pancras, die in 1662 enkele honderden meters oostelijker het buiten Wester-Amstel liet aanleggen, maar dit wordt tegengesproken. Er zijn uiteenlopende spellingen gebruikt voor de naam van het meertje: Bankraes-, Pankraas- Banckraes-, Bancras, Pancras, Pancrasser- los of vast geschreven met meer. De aanduidingen "Papenmeertje" en Banckenmeer berusten vermoedelijk op vergissingen en verwijzen naar waterpartijen vlakbij.

## Geschiedenis, beheer en waterhuishouding
Het is niet uitgesloten dat een dijkdoorbraak of de inundatie van juni 1672 in de Hollandse Oorlog heeft bijgedragen aan (de groei van) het Bankrasmeer, maar minstens deels is het ontstaan door turfwinning en mogelijk door oeverafslag.
Het Bankrasmeer stond in het oosten in open verbinding met de Amstel, ten noorden van het punt waar de Bullewijk aan de overkant in de Amstel stroomt. Vanaf 1843 werd de Middelpolder verveend. Hierbij verdween het Bankrasmeer, dat na de vergraving van de polder in de nieuwe droogmakerij werd opgenomen. Deze kwam in 1891 gereed.
Anno 2019 maakt het gebied waar het meertje vroeger lag deel uit van het natuur- en recreatiegebied 'Middelpolder', tussen de Amstelveense wijk Bankras/Kostverloren en de Amstel. Het wordt beheerd door Groengebied Amstelland.